# COPS
COPS är en amerikansk TV-serie på där man får följa den amerikanska polisens patrullarbete. I patrullbilarna följer ett kamerateam med för att dokumentera händelserna. Ett avsnitt är cirka 22 minuter långt och utgörs vanligen av tre inslag där ett enskilt inslag kan röra sig om ett trafikstopp, bilstöld, biljakt, rån, narkotikabrott, prostitution, slagsmål, brand eller annat. 
Programmet började visas 1989 på Fox Network, de sände programmet till 2013. Därefter gick programmet 2013–2017 på TV-kanalen Spike och mellan 2018 och 2020 på Paramount Network. I Sverige har det tidigare visats på TV3 men går numera på TV6 och TV10. Serien lades ner 2020 efter mycket protester. Serien återupptogs dock 2021 av Fox.
COPS har spelats in i 140 olika städer i USA, samt i Hongkong, London och tidigare Sovjetunionen.
Ledmotivet Bad Boys gjordes av reggaebandet Inner Circle.